# 34391 Garyzhan
34391 Garyzhan è un asteroide della fascia principale. Scoperto nel 2000, presenta un'orbita caratterizzata da un semiasse maggiore pari a 2,2284453 au e da un'eccentricità di 0,1853388, inclinata di 5,54618° rispetto all'eclittica.
L'asteroide è dedicato allo studente statunitense Gary Zhan.